# Сула атлантична
Сула атлантична (Morus bassanus, раніше Sula bassana) — великий морський птах родини сулових (Sulidae), поширений в Північній Атлантиці. Найпівнічніший вид у родині та єдиний, який зустрічається в Європі. Як правило, утворює великі колонії з кількох тисяч пар і гніздиться на стрімких  скелястих берегах невеликих островів.
Вмілий пірнальник. Як і більшість інших сул, займає досить специфічну екологічну нішу, у якій конкурує лише з іншими видами птахів. З великої висоти пірнає на глибину в кілька метрів, де полює на жирну рибу — атлантичний оселедець, скумбрію, європейський шпрот, піщанку (Ammodytes spp) та деякі інші види. Цьому сприяє хороша адаптація зовнішніх і внутрішніх органів - обтічне тіло у формі сигари, довгі вузькі крила, тонкий зазубрений дзьоб, ноги з плавальними перетинками, зарослі зовнішні ніздрі та додаткові внутрішні ніздрі з перетинкою.

## Поширення
Вид поширений вздовж північноамериканського та європейського узбережжя Північної Атлантики. Гніздові колонії сули атлантичної є в Канаді, Ісландії, Ірландії, Великій Британії, Франції та Норвегії. Взимку мігрує на південь. Європейська популяція зимує в західній частині Середземного моря та вздовж узбережжя Північної Африки до Сенегалу та Кабо-Верде. Американські птахи взимку трапляються від Канади до Флориди.

### Чисельність
Згідно з даними 2004 року, популяція сули атлантичної налічувала 45 гніздових колоній і близько 361 000 гнізд. За оцінками, загальна чисельність виду становила від 950 000 до 1 200 000 птахів. Чисельність має тендецію до збільшення на 3-5 % щороку. Порівняно з даними 1939 року популяція виду збільшилась вчетверо (тоді нарахували 83 тис. гнізд).

### Міграції
Зимує в широкому діапазоні від узбережжя Північного моря до островів Зеленого Мису та Сенегалу у східній півкулі та від Канади до Флориди та Мексиканської затоки у західній. При цьому місця зимівель помітно розрізняються у молодих та дорослих птахів. Більшість птахів у перший рік життя робить далекий переліт на відстань 3000-5000 км, на сході Атлантики досягаючи узбережжя та островів Північно-Західної Африки. Частина, що залишилася, зупиняється в західному Середземномор'ї. У першу весну молодняк не повертається до місць гніздування, а ще протягом року чи двох годується у субтропіках. Лише потім птахи, що подорослішали (але ще не досягли статевої зрілості), летять на північ і зупиняються на периферії колоній, а взимку годуються у водах Північного моря, Біскайської затоки або біля берегів Португалії. Так само чинить і більшість дорослих птахів, які не бажають відлітати далеко на південь. Більш ранній весняний переліт гарантує найкраще місце для кладки яєць у центрі колонії. Сули зазвичай прив'язані до рідної колонії, але іноді гніздяться і на новому місці за сотні кілометрів від неї. Змішування американської та європейської популяцій не відбувається.

## Опис
Найбільший представник у родині, розміром приблизно з гусака. Дорослий птах завдовжки 80–90 см, з розмахом крил 170—185 см і вагою 2–3 кг. Тіло конічне, обтічне, пристосоване до пірнання. Крила вузькі. Дзьоб гострий, ледь зігнутий. Оперення білого кольору, лише кінці крил чорні. У шлюбний період голова та шия набувають жовтявого відтінку. Очі сіро-блакитні та оточені ділянкою голої чорної шкіри.
Молоді птахи в перший рік життя повністю темно-бурі, проте потім з кожним линянням набувають все більше білого пір'я і остаточно набувають дорослого вигляду тільки у віці біля п'яти років. Дзьоб також має коричневе забарвлення. Пташенята з'являються без пуху і покриті лише шиферно-чорною шкірою.

## Галерея

Сула атлантична
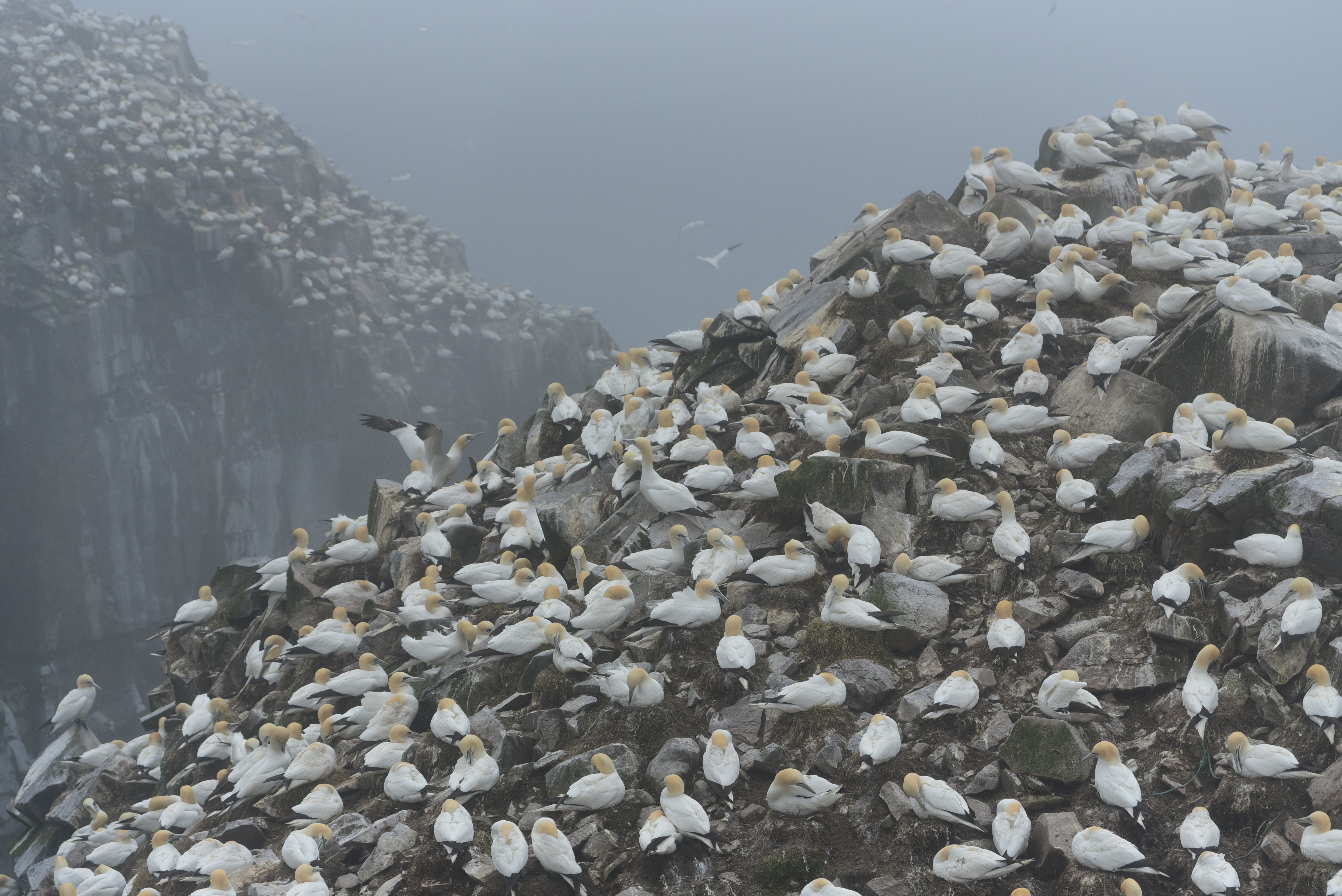
Колонія сул атлантичних на мисі Сент-Меріс у Ньюфаундленді
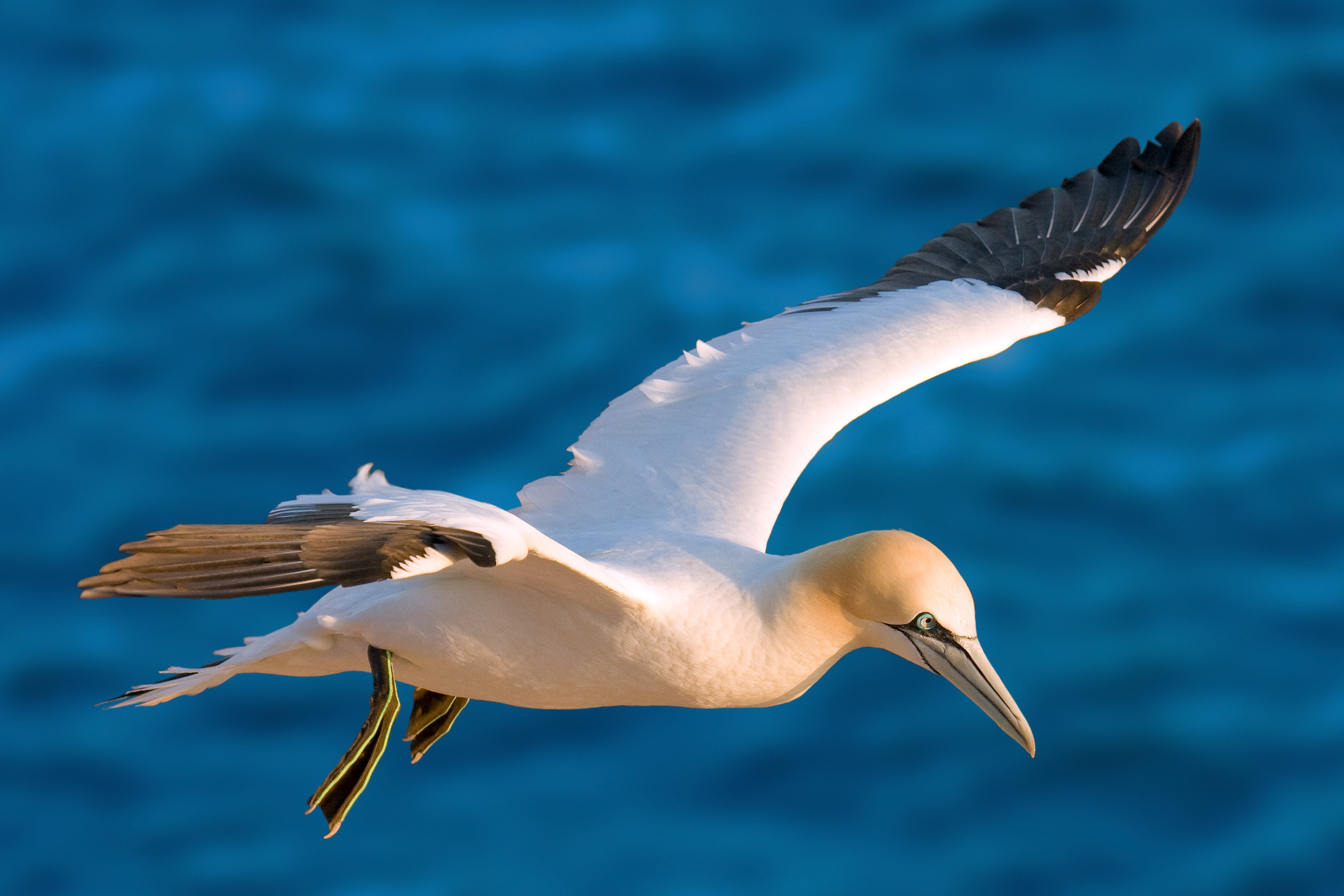
Доросла сула
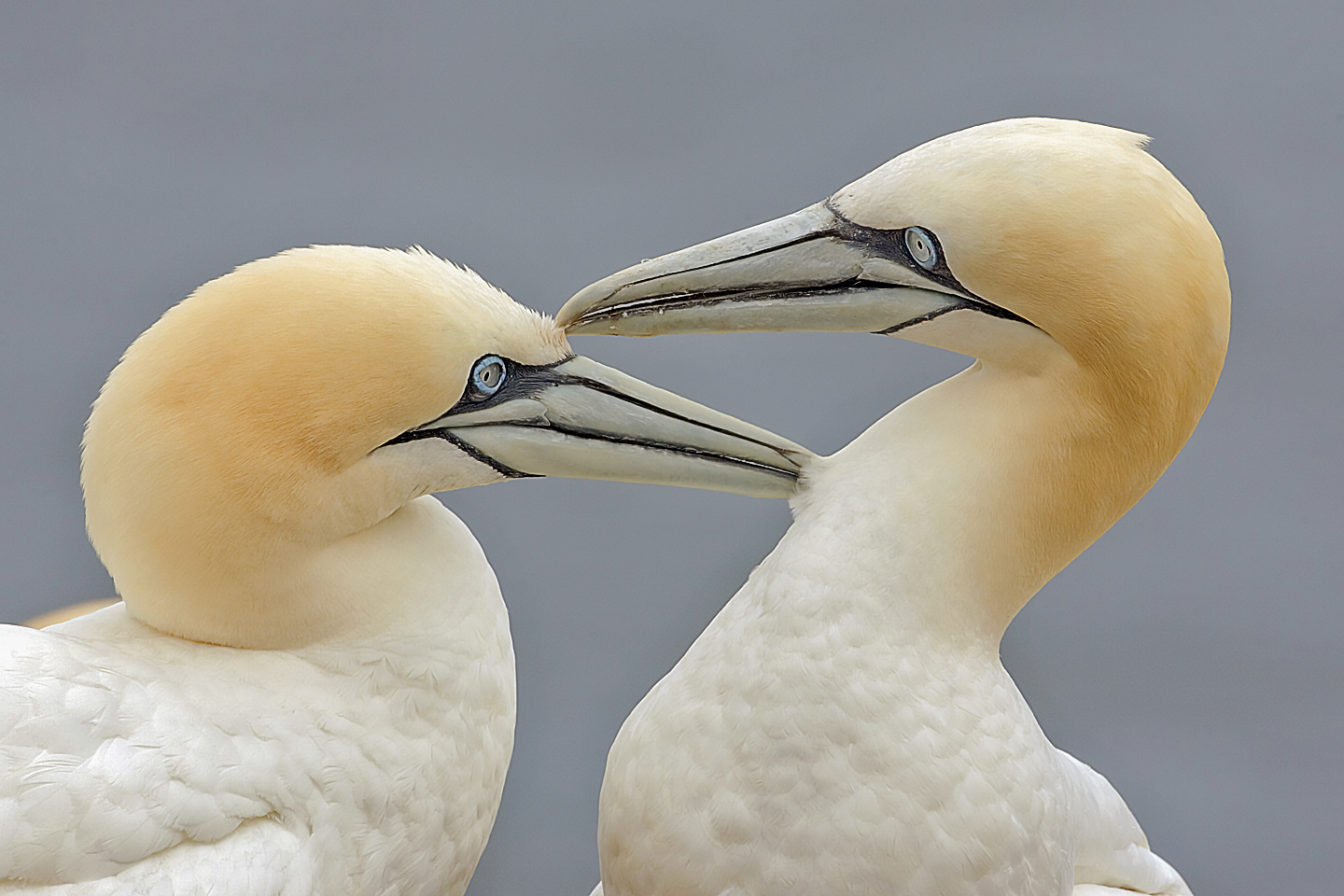
Пара сул атлантичних
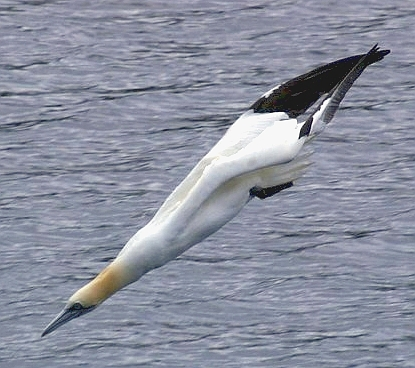
Атлантична сула пірнає за здобиччю
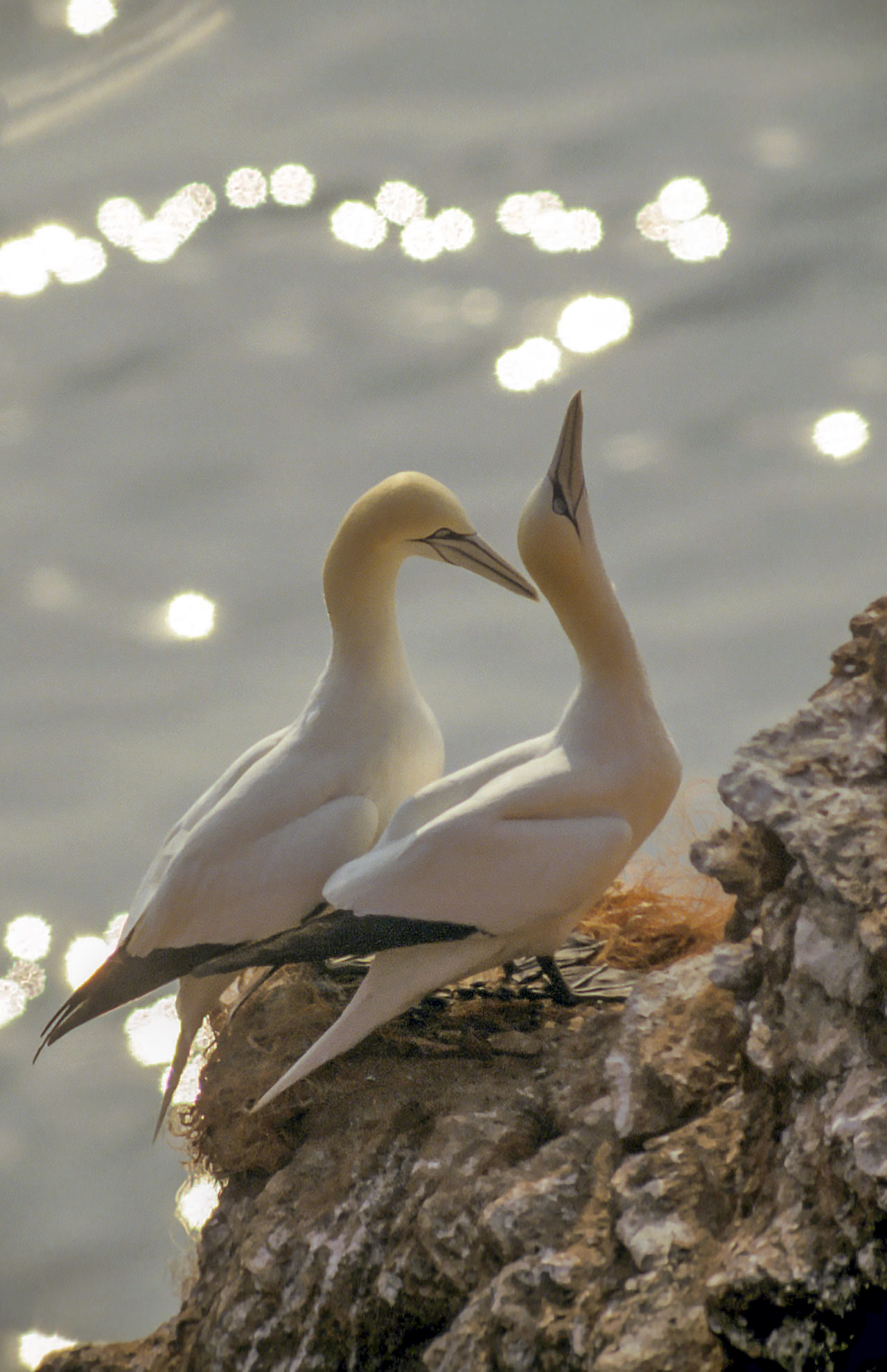
Пара під час спарювання
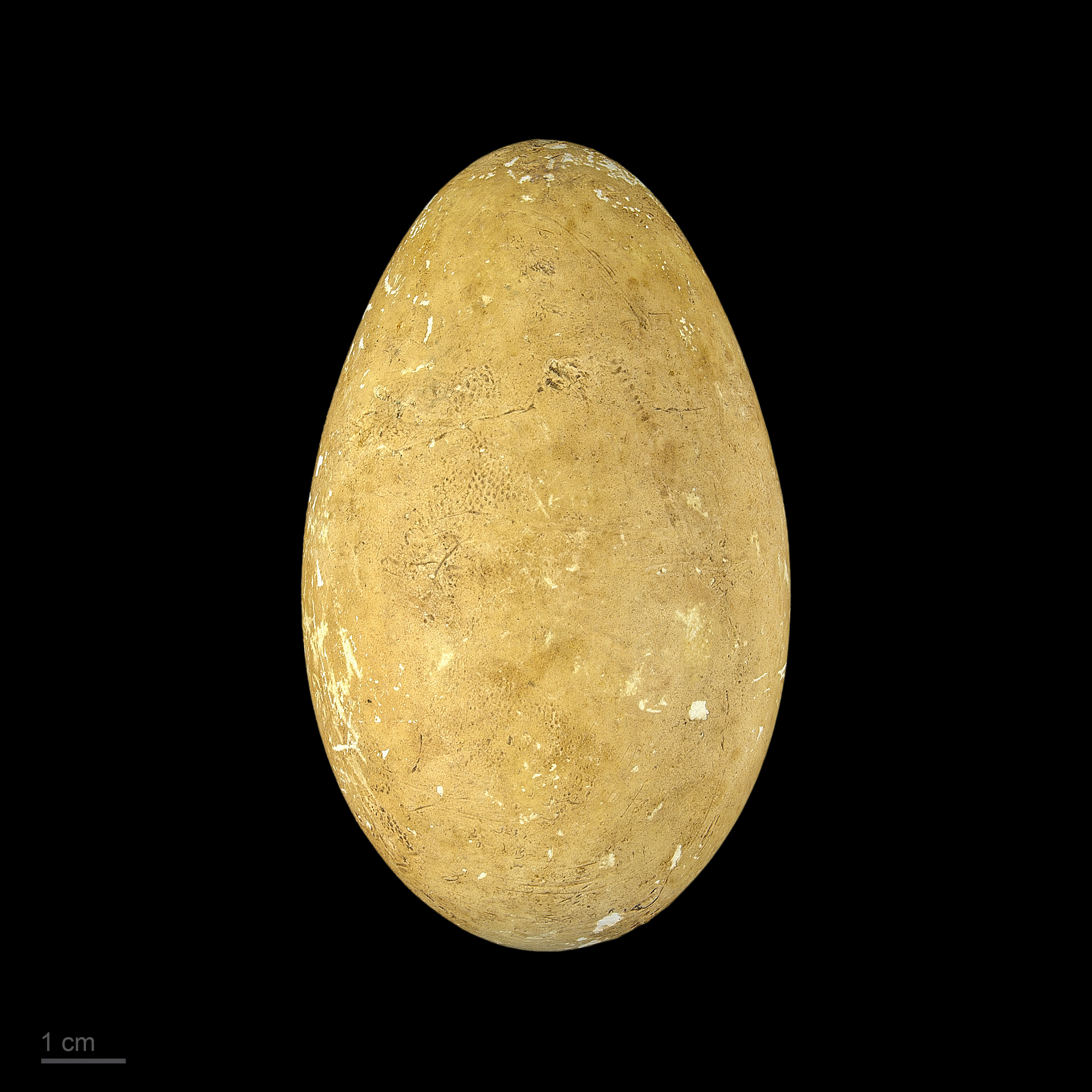
Яйце сули атлантичної
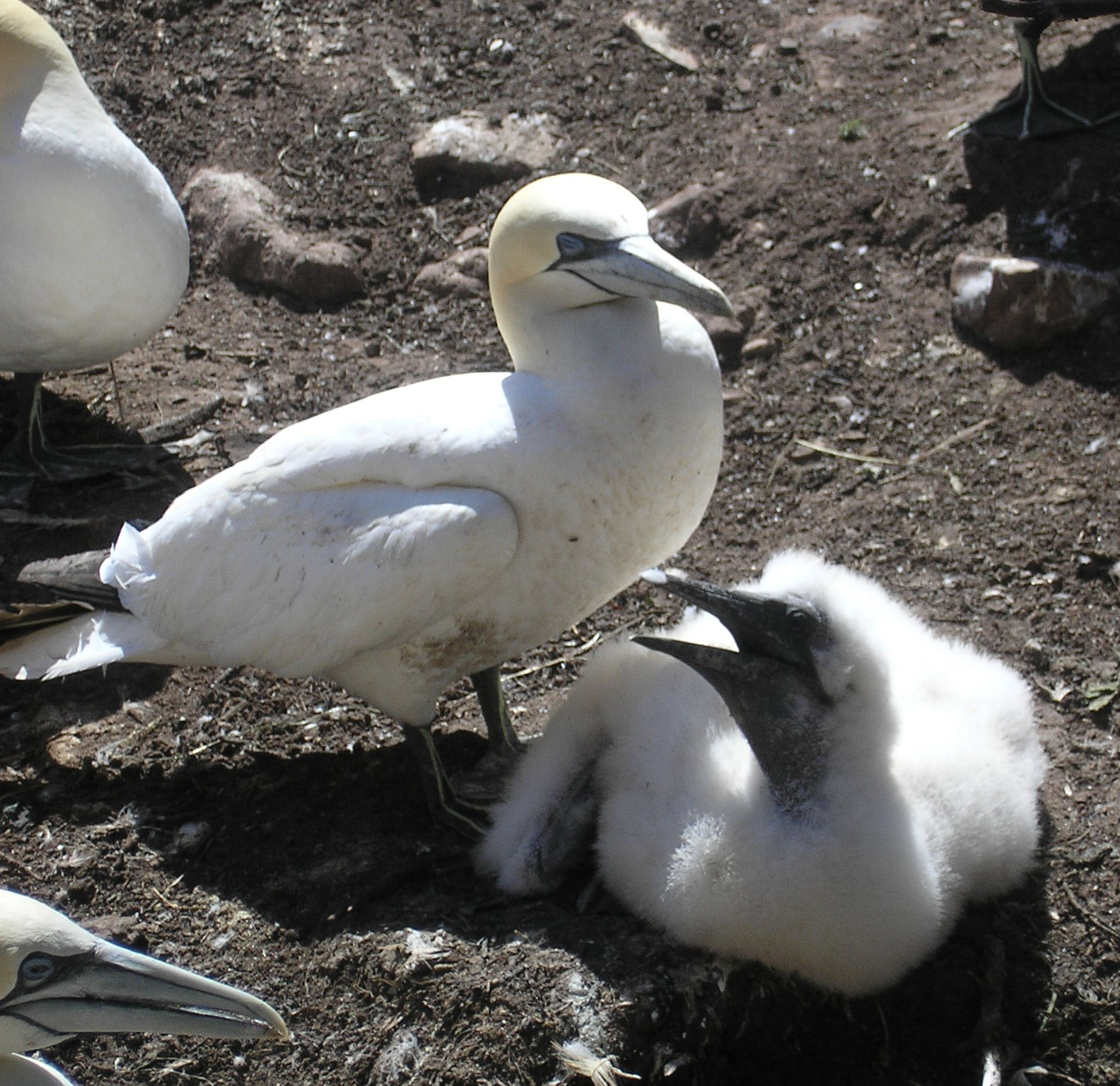
Пташеня сули виглядає більшим за своїх батьків
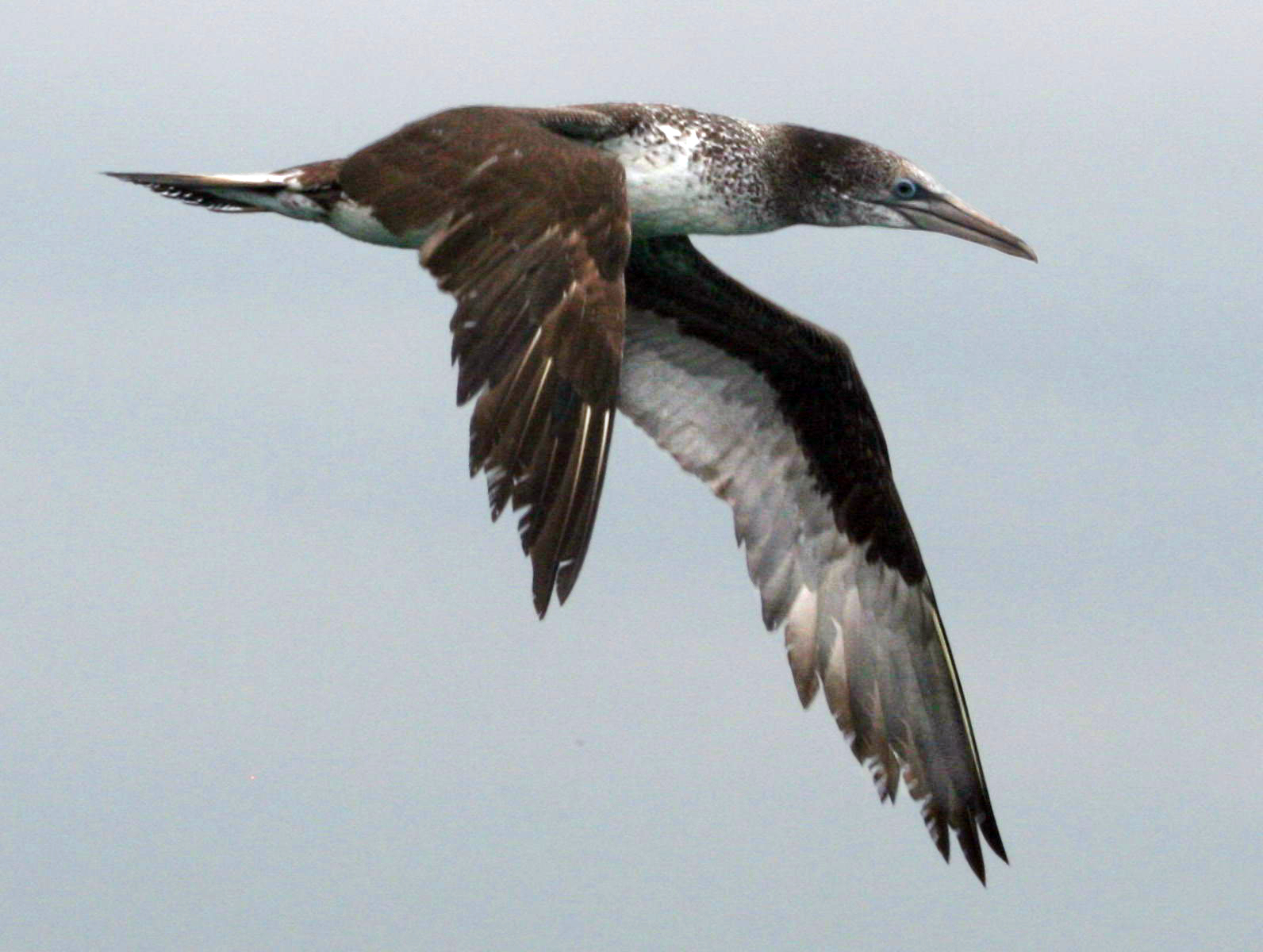
Молодий птах
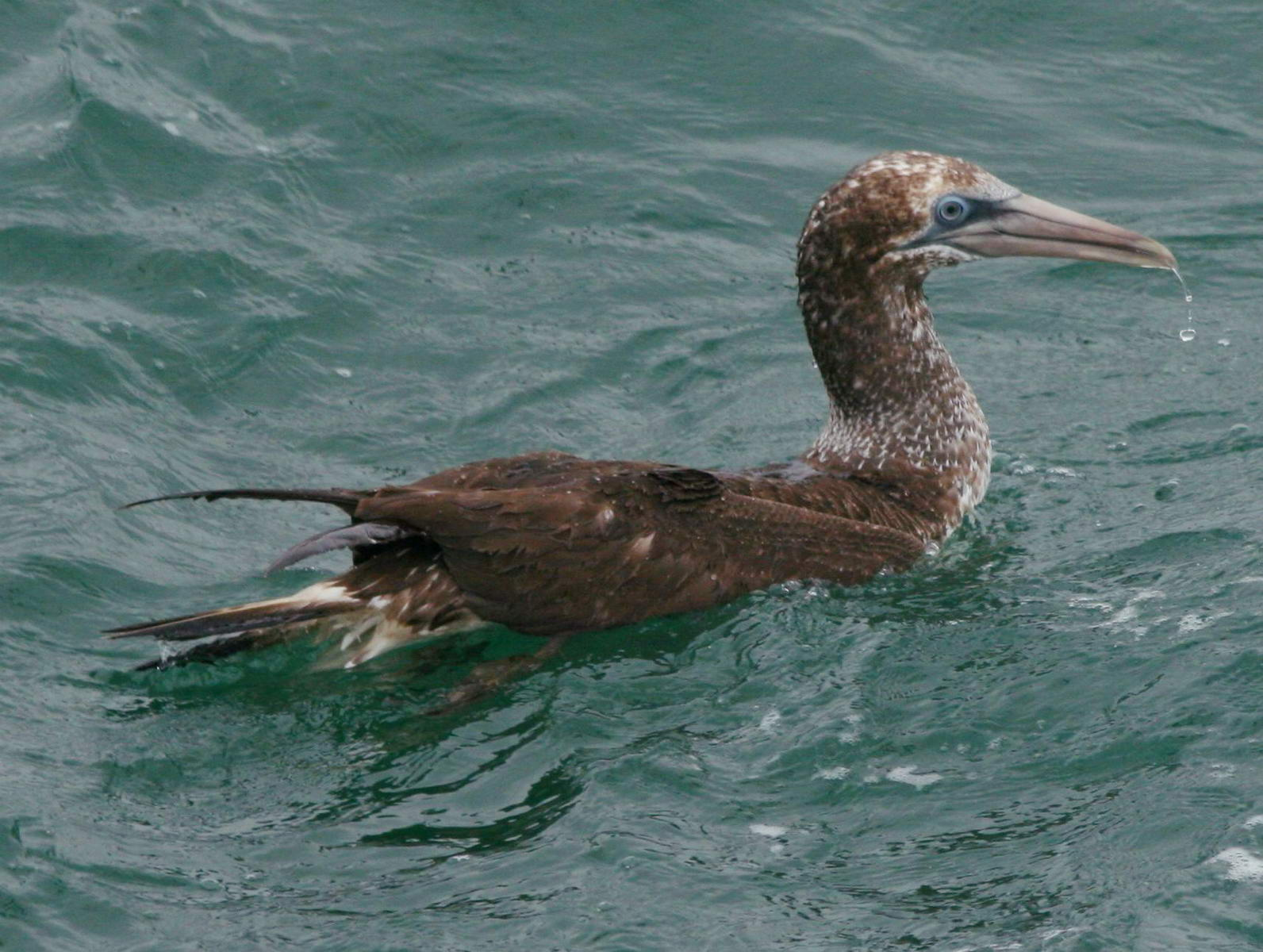
Молодий птах на воді